# Tapian Nauli II (Sipahutar)
Tapian Nauli II is een bestuurslaag in het regentschap Tapanuli Utara van de provincie Noord-Sumatra, Indonesië. Tapian Nauli II telt 1065 inwoners (volkstelling 2010).